# Johannes Christopher Bautzmann
Johannes Christopher Bautzmann, fils de Christopher Bautzmann, est un médecin allemand né le 5 octobre 1645 à Hambourg.

## Biographie
Il fait ses études aux universités d'Erfurt, d'Iéna, de Kiel et de Leyde.
C'est dans cette dernière ville qu'il obtient son doctorat de médecine, en 1673.
Immédiatement après, il va parcourir l'Allemagne et l'Italie et, au bout d'un an, il revient à Stade où il remplace son père.
En 1716, il passe à Hambourg où il acquiert une grande réputation. Il est l'auteur de nombreux traités de médecine.

## Œuvres
- Eilfertige Gedanken, betreffend die itzo häufig im Schwang gehende Fieber (Stade 1679)
- Vernünftiges Urtheil von den tödlichen Wunden, zum Nutzen der Chirurgorum bey den Armeen und in kleinen Oertern (Stade 1711)